# Tourisme en Israël
 (février 2009).
Le tourisme en Israël est une activité importante qui participe au dynamisme économique du pays.

## Présentation
L'État d'Israël accueille chaque année de très nombreux touristes venus du monde entier qui viennent apprécier la douceur du climat, particulièrement pendant la période estivale, et découvrir les nombreux sites historiques qui jalonnent les quelque 30 siècles d'histoire qui se sont superposés dans cette région.
La motivation religieuse reste l'une des principales raisons du voyage des millions de visiteurs chaque année, aussi bien pour les touristes juifs (majoritaires) que pour les chrétiens qui font des pèlerinages en Terre sainte. Très peu de touristes musulmans visitent le pays. Plusieurs sites israéliens sont directement mentionnés dans la Bible.
Les villes israéliennes sont modernes et disposent d'une très haute qualité de vie comparable aux pays européens les plus développés.
Plusieurs stations balnéaires le long des 300 kilomètres de la côte méditerranéenne attirent les touristes sur les plages de Tel Aviv, Netanya ou de Haïfa mais aussi dans le golfe d'Eilat sur la mer Rouge à l'extrême sud d'Israël qui peut être rejoint après une randonnée dans le désert du Néguev, également très prisée des touristes étrangers. La mer Morte est également réputée notamment pour ses activités thermales.
En outre, Israël possède le plus grand nombre de musées par habitant au monde, avec plus de 200 sur son étroit territoire,. 

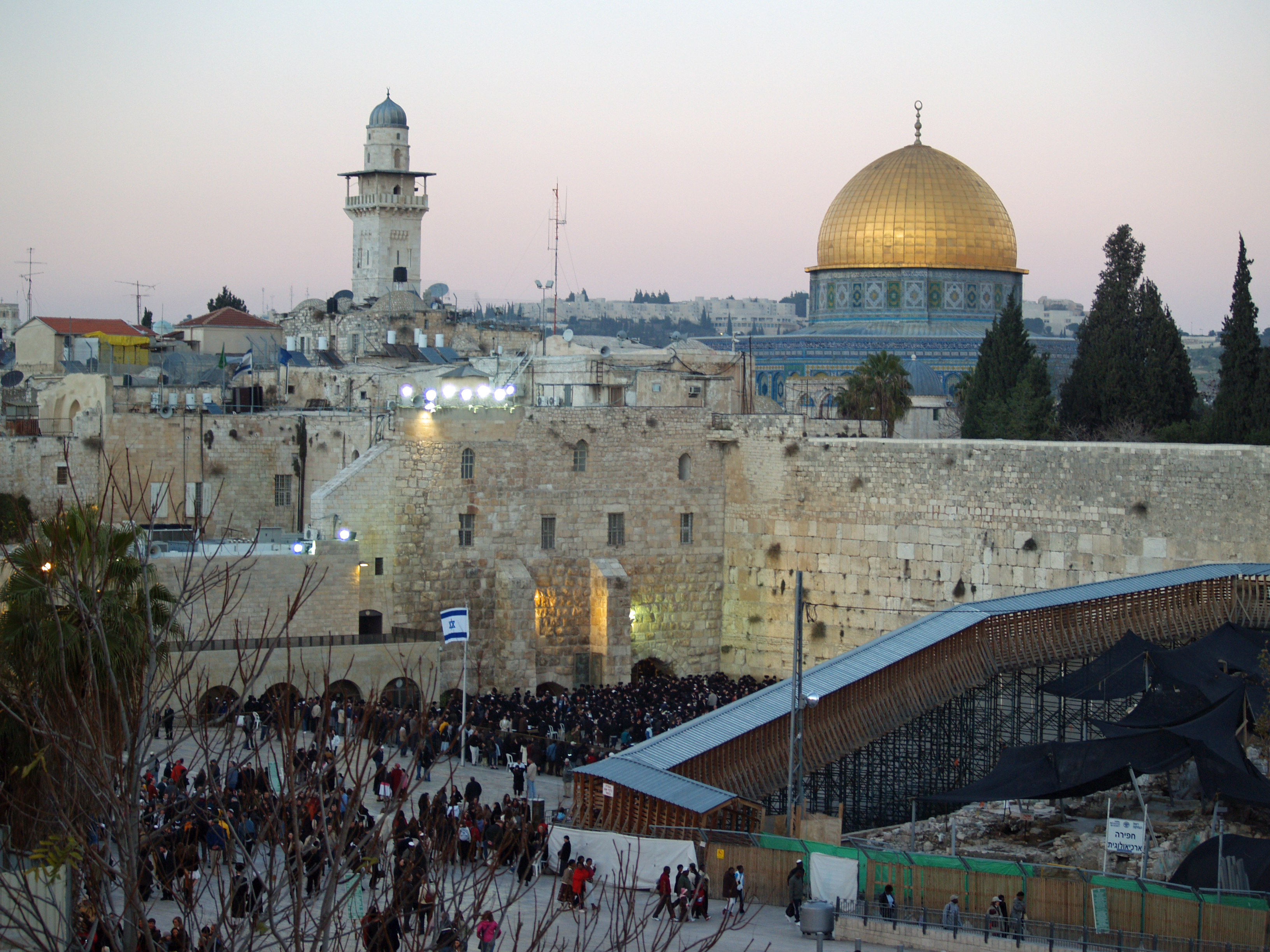
Vieille ville de Jérusalem
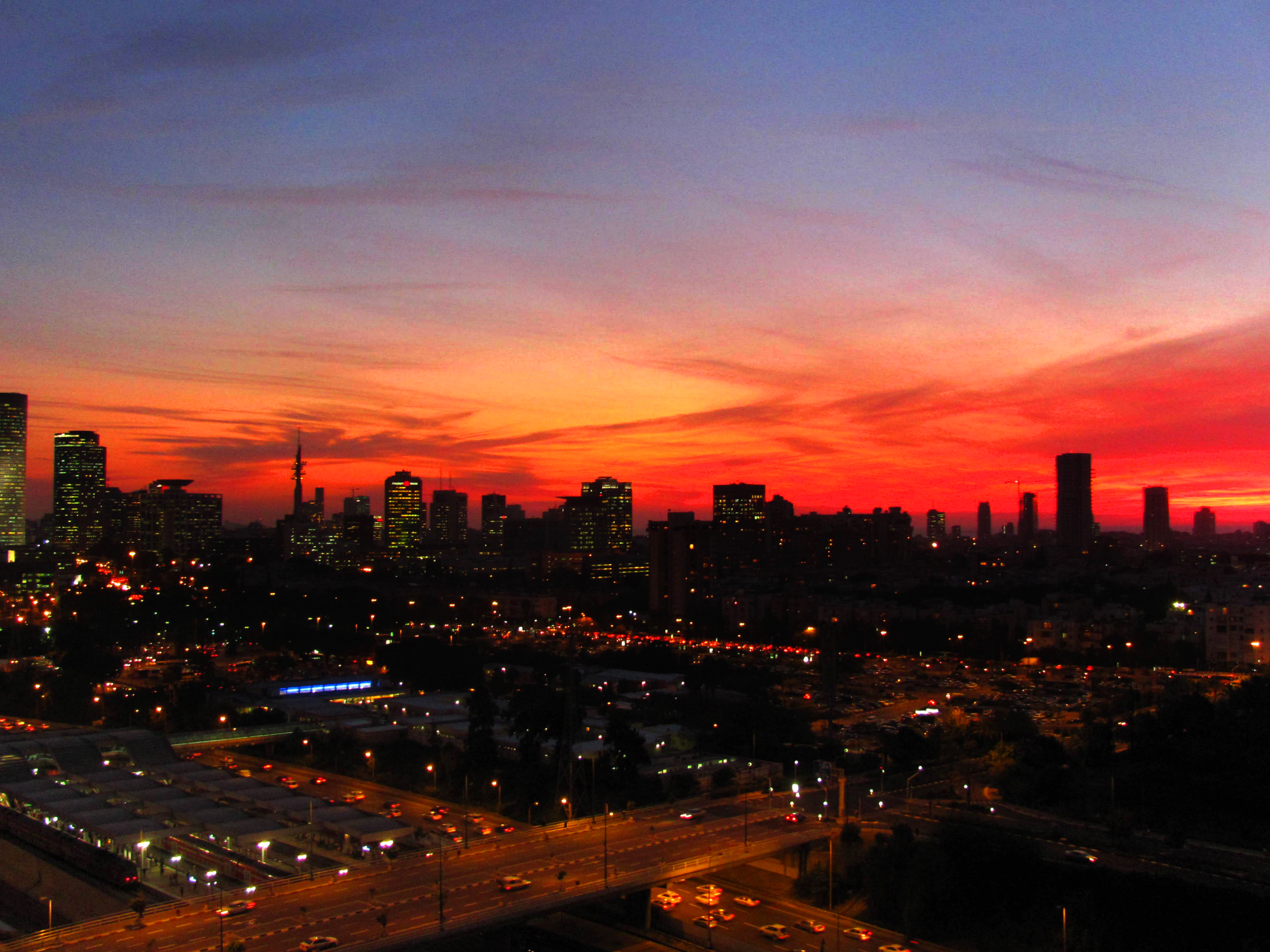
Coucher de soleil à Tel Aviv
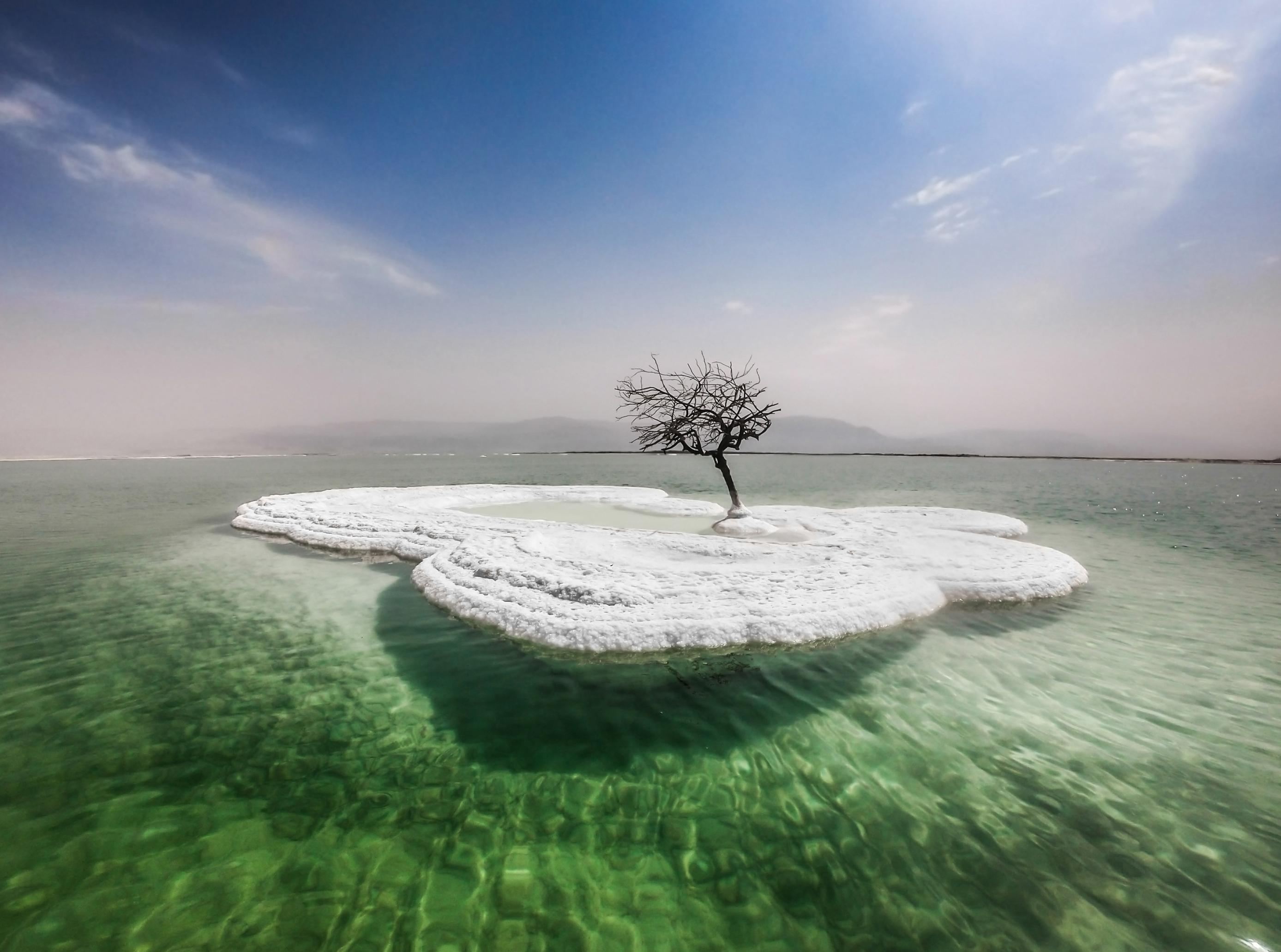
Installation artistique sur la mer Morte pour montrer que ce site bénéficie d'une grande activité touristique avec un bon potentiel relaxant (2018).

L'atmosphère se fait plus solennelle dans les villes de pèlerinage que sont Jérusalem avec la visite des lieux saints de sa vieille ville, Nazareth la ville du Christ ou le Lac de Tibériade qui attirent les touristes en nombre, et les pèlerins juifs comme chrétiens. Israël propose aussi la visite de sites uniques comme la forteresse de Massada, la mer Morte (le point le plus bas du globe), Safed ou Saint-Jean-d'Acre etc.
Les questions de sécurité causent régulièrement des pertes importantes au tourisme israélien au gré de la situation politique et de l'instabilité certaine dans la région avec une menace terroriste constante. Toutefois, l'État s'efforce de limiter les risques du terrorisme sur le quotidien de sa population et par conséquent des visiteurs.

## Tendance et prospective
L'année 2008 a enregistré un record pour le tourisme israélien puisque le pays a reçu plus de 3 millions de visiteurs en provenance de l'étranger, contre 2,7 millions en 2007 alors qu'il tournait sur une moyenne de 1,9 million de touristes au début du XXIe siècle.
Parmi les touristes étrangers arrivés en Israël, les Américains arrivent en tête avec près de 620 000 visiteurs, suivis des Russes avec près de 350 000 touristes ; viennent ensuite les Français avec 290 000 personnes, le Royaume-Uni 215 000 et l'Allemagne 200 000.
De nombreux touristes en provenance d'Italie, du Canada, des pays scandinaves, de Corée du Sud, du Brésil et du Nigéria sont également très représentés en Israël. Le ministère du tourisme espère continuer sur cette lancée, en dépit de la crise financière et économique mondiale et de l'instabilité politique qui règne dans la région.
L'augmentation accrue du nombre de touristes en provenance de Russie à la suite de l'accord signé entre la Russie et Israël sur l'abolition des visas dynamise le tourisme du pays. On devrait noter également une augmentation des touristes en provenance des pays scandinaves, et d'Europe de l'Est. 
En outre, le ministère du tourisme se tourne désormais vers la Chine qui pourrait constituer une manne importante de touristes vers Israël en raison d'un intérêt sensible des touristes chinois pour Israël.
En 2018, près de quatre millions de touristes ont visité Israël, en hausse de 14 % par rapport à 2017. Les recettes touristiques dépassent alors les 2 milliards de shekels. C'est Jérusalem qui concentre la plus forte croissance dans ce secteur.

## Principaux points d'intérêt

### Villes
- Jérusalem
- Tel Aviv
- Eilat
- Netanya
- Tibériade
- Nazareth
- Beer Sheva

### Sites archéologiques
- Massada
- Tels antiques : Hazor, Tel Beer Sheva, Tel Arad, Tel Dan, Megiddo, Gezer, Lakish, Tel Beït-Shéan
- Néguev : Massada, Timna, Har Karkom, villes nabatéennes (Mamshit, Avdat, Shivta)
- Forteresses croisées : Migdal Afek, Kokhav ha Yarden, Montfort

### Sites juifs
- La Vieille Ville de Jérusalem
- La Synagogue Tunisienne or torah à Acre
- Le Tombeau de Benjamin (en)
- Le Mur occidental et le Mont du Temple
- Le tunnel de Siloam
- La Synagogue de Bar’a
- La Synagogue Séfarade du Ari
- La Grotte de Machpelah
- Le cimetière juif sur le Mont des Oliviers
- Le tunnel du Mur occidental
- Le mont Sion
- Neot Kedumim
- Meron
- Gamla

### Sites chrétiens
- L'auberge du Bon Samaritain
- L’église du Saint-Sépulcre
- Nazareth
- Césarée
- Capharnaüm
- Acre
- Chemin de Jésus

### Sites foi bahá’íe
- Le mausolée du Báb
- Le mausolée de Baháʼu'lláh

## Sécurité des touristes
La sécurité des touristes est très largement prise en compte par les autorités israéliennes, tout comme elle l'est pour l'ensemble des citoyens israéliens. Des militaires sont souvent présents dans les villes israéliennes et des vigiles en armes sont postés à l'entrée des hôtels et centres commerciaux, comme cela est souvent le cas aussi aux États-Unis.